# Stanley Cup 1985
La finale della Stanley Cup 1985 è stata una serie al meglio delle sette gare che ha determinato il campione della National Hockey League per la stagione 1984-85. Al termine dei playoff i Philadelphia Flyers, campioni della Prince of Wales Conference, si sfidarono contro gli Edmonton Oilers, campioni nella Clarence S. Campbell Conference. I Flyers nella serie finale di Stanley Cup usufruirono del fattore campo in virtù del maggior numero di punti ottenuti nella stagione regolare, 113 punti contro i 109 degli Oilers. La serie iniziò il 21 maggio e finì il 30 maggio con la conquista della Stanley Cup da parte degli Oilers per 4 a 1.
Questa fu la sesta finale consecutiva disputata da formazioni nate dopo l'epoca delle Original Six, sfida che si sarebbe ripetuta due anni più tardi e che avrebbe visto di nuovo il successo da parte degli Oilers. Gli Oilers furono l'ultima formazione nella storia della NHL a prendere parte a tre finali di Stanley Cup consecutive, vincendone le ultime due. Per le finali del 1985 fu adottato il formato 2-3-2 per limitare i trasferimenti da una città all'altra. Il finlandese Jari Kurri eguagliò il record di reti messe a segno nei playoff con 17 marcature.
Al termine della serie l'attaccante canadese Wayne Gretzky fu premiato con il Conn Smythe Trophy, trofeo assegnato al miglior giocatore dei playoff.

## Contendenti

### Philadelphia Flyers
I Philadelphia Flyers conclusero la stagione regolare al primo posto nella Patrick Division con 113 punti, conquistando inoltre il Presidents' Trophy. Al primo turno superarono per 3-0 i New York Rangers, mentre in finale di Division sconfissero i New York Islanders per 4-1. Nella finale della Conference affrontarono i vincitori della Adams Division dei Quebec Nordiques e li superarono per 4-2.

### Edmonton Oilers
Gli Edmonton Oilers conclusero la stagione regolare in prima posizione nella Smythe Division con 109 punti. Al primo turno sconfissero i Los Angeles Kings per 3-0, mentre in finale di Division superarono per 4-0 i Winnipeg Jets. In finale di Conference sconfissero per 4-2 i campioni della Norris Division, i Chicago Blackhawks.

## Serie

### Gara 1
| Filadelfia 21 maggio 1985                                                                                 | Edmonton Oilers | 1 – 4 (0-1; 0-0; 1-3) referto                           | Philadelphia Flyers | The Spectrum (17.191 spett.) |
| \| \| \| \| \| Lindström 56:52 \| Marcatori \| 15:05 Sinisalo 45:56 Ro. Sutter 48:07 Kerr 59:39 Poulin \| |                 |                                                         |                     |                              |
| |                 |                                                         |                     |                              |
| Lindström 56:52                                                                                           | Marcatori       | 15:05 Sinisalo 45:56 Ro. Sutter 48:07 Kerr 59:39 Poulin |                     |                              |

### Gara 2
| Filadelfia 23 maggio 1985                                                               | Edmonton Oilers | 3 – 1 (1-0; 1-1; 1-0) referto | Philadelphia Flyers | The Spectrum (17.191 spett.) |
| \| \| \| \| \| Gretzky 10:29 Lindström 36:08 Hunter 59:33 \| Marcatori \| 30:22 Kerr \| |                 |                               |                     |                              |
|                                                                                         |                 |                               |                     |                              |
| Gretzky 10:29 Lindström 36:08 Hunter 59:33                                              | Marcatori       | 30:22 Kerr                    |                     |                              |

### Gara 3
| Edmonton 25 maggio 1985                                                                                             | Philadelphia Flyers | 3 – 4 (1-3; 0-1; 2-0) referto                  | Edmonton Oilers | Northlands Coliseum (17.498 spett.) |
| \| \| \| \| \| Smith 01:41 Howe 49:08 Propp 54:26 \| Marcatori \| 01:10, 01:25, 13:32 Gretzky 26:58 Krushelnyski \| |                     |                                                |                 |                                     |
| |                     |                                                |                 |                                     |
| Smith 01:41 Howe 49:08 Propp 54:26                                                                                  | Marcatori           | 01:10, 01:25, 13:32 Gretzky 26:58 Krushelnyski |                 |                                     |

### Gara 4
| Edmonton 28 maggio 1985 | Philadelphia Flyers | 3 – 5 (3-2; 0-2; 0-1) referto                                | Edmonton Oilers | Northlands Coliseum (17.498 spett.) |
| \| \| \| \| \| Ri. Sutter 00:46 Bergen 06:38 Craven 11:31 \| Marcatori \| 04:22 Coffey 18:23 Huddy 20:21 Anderson 32:53, 43:42 Gretzky \| |                     |                                                              |                 |                                     |
| |                     |                                                              |                 |                                     |
| Ri. Sutter 00:46 Bergen 06:38 Craven 11:31                                                                                                | Marcatori           | 04:22 Coffey 18:23 Huddy 20:21 Anderson 32:53, 43:42 Gretzky |                 |                                     |

### Gara 5
| Edmonton 30 maggio 1985 | Philadelphia Flyers | 3 – 8 (1-4; 0-3; 2-1) referto                                                                         | Edmonton Oilers | Northlands Coliseum (17.498 spett.) |
| \| \| \| \| \| Ri. Sutter 07:23, 47:05 Propp 41:59 \| Marcatori \| 04:54 Kurri 05:31 Lindström 15:31, 17:57 Coffey 29:18, 43:39 Messier 30:20 Krushelnyski 36:49 Gretzky \| |                     | |                 |                                     |
| |                     | |                 |                                     |
| Ri. Sutter 07:23, 47:05 Propp 41:59 | Marcatori           | 04:54 Kurri 05:31 Lindström 15:31, 17:57 Coffey 29:18, 43:39 Messier 30:20 Krushelnyski 36:49 Gretzky |                 |                                     |

## Roster dei vincitori
| Vincitori della Stanley Cup 1985 Edmonton Oilers | Portieri: Grant Fuhr, Andy Moog Difensori: Lee Fogolin, Kevin Lowe, Paul Coffey, Randy Gregg, Charlie Huddy, Larry Melnyk, Don Jackson Attaccanti: Dave Lumley, Glenn Anderson, Jaroslav Pouzar, Mark Messier (A), Dave Hunter, Esa Tikkanen, Pat Hughes, Jari Kurri, Mark Napier, Willy Lindström, Billy Carroll, Kevin McClelland, Mike Krushelnyski, Dave Semenko, Wayne Gretzky (C) Staff Tecnico: Glen Sather (Allenatore), John Muckler (Ass. allenatore), Ted Green (Ass. allenatore) |